# Lokstallet i Krylbo

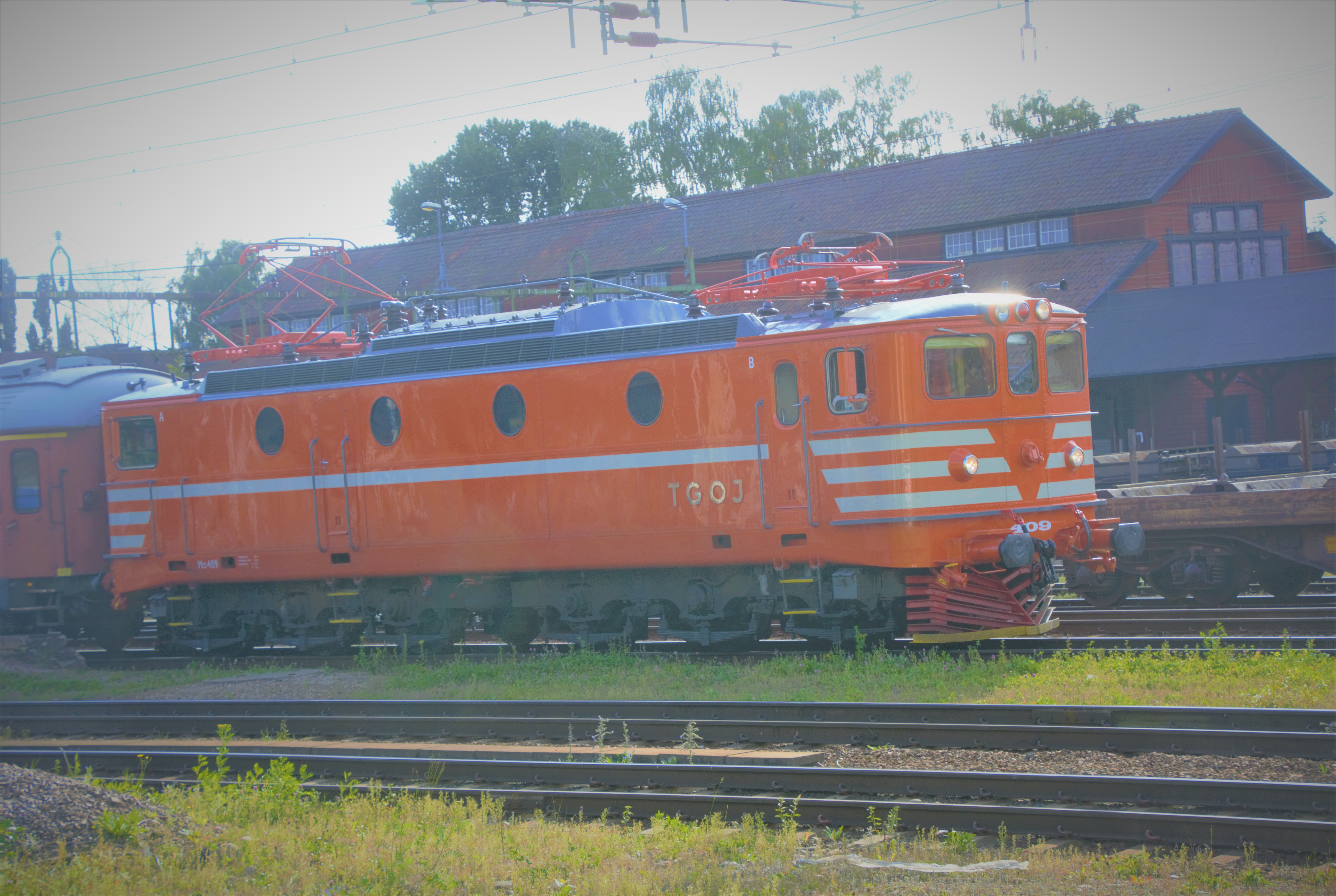
ASEA-tillverkat Ma-lok, tidigare TGOJ 409, köpt 2014 av Green Cargo. Fotograferat i Krylbo.

Lokstallet i Krylbo är en byggnad och ett järnvägsmuseum på Avesta Krylbo station i Krylbo i Avesta kommun. Lokstallet ägs och disponeras sedan 2010 av Stockholms kultursällskap för ånga och järnväg (SKÅJ).
Byggnaden är från omkring 1900, ungefär samtidig med det nya och större stationshuset i Krylbo, som ritates av Folke Zettervall i nationalromantisk stil och numera är ett byggnadsminne.  
Det äldsta lokomotivet i Krylbo är ångloket B 1323, som tillverkades av Nohab i Trollhättan 1916–1917 för Statens Järnvägar. Loket gick senast i reguljär trafik för SJ sannolikt under tidigt 1970-tal.